# Enduro Racer
Vous lisez un « bon article » labellisé en 2019.
Enduro Racer (エンデューロレーサー) est un jeu de course de moto-cross développé par Sega-AM2 et édité par Sega sur borne d'arcade en juillet 1986. Le jeu est par la suite porté en 1987 sur console Master System et sur les ordinateurs personnels Commodore 64, ZX Spectrum et Amstrad CPC, puis en 1988 sur Atari ST et Thomson MOTO. C'est une adaptation du concept d'Hang-On dans l'univers moto-cross. Les pistes comportent cependant des montées et des descentes, ainsi que certains obstacles sur la route comme des rochers. Le jeu intègre également des tremplins qui permettent de sauter par-dessus ces dangers. Les versions verticales de la borne et celle en forme de vraie moto tout-terrain, permettent au joueur de tirer sur le guidon pour faire basculer celui-ci ou la moto vers l'arrière, afin de faire cabrer l'avatar sur la roue arrière, action nécessaire pour pouvoir sauter depuis ces rampes.
Le jeu d'arcade est bien accueilli lors de sa sortie et est un succès dans les salles d'arcade. Seule la conversion sur ZX Spectrum est acclamée par la presse, les autres étant tantôt décriées pour leur lenteur, tantôt pour la piètre qualité de leurs visuels ou de leur gameplay. Le portage sur Master System diffère quant à lui complètement de l'original ; il reprend tous les éléments du concept de son aîné sorti en arcade mais n'est plus affiché en vue à la troisième personne, et devient un jeu en 3D isométrique à défilement latéral dans la diagonale de l'écran. Cette version est accueillie avec beaucoup de tiédeur par la presse spécialisée, qui voit finalement en elle un jeu acceptable, s'il ne partage plus grand-chose avec son modèle. Enduro Racer est réédité sur la console virtuelle de la Wii en 2008. Malgré un certain succès, Enduro Racer ne reçoit pas le même intérêt que les autres taikans tels Space Harrier, Hang-On et Out Run, ou After Burner, et ne connait d'ailleurs pas de suite.

## Système de jeu
Enduro Racer est un jeu de course de moto-cross qui se déroule sur le principe du contre-la-montre. Le jeu est affiché dans une vue à la troisième personne en fausse 3D laissant apparaître la moto et le pilote vus de l'arrière et la route en position centrale sur l'écran. Le joueur dirige la moto et suit les sinuosités de la piste qui serpente à droite ou à gauche, ou qui va tout simplement en ligne droite. La piste offre également des montées et des descentes. Il doit éviter les motos concurrentes et se servir des tremplins en terre pour sauter au-dessus des rochers qui jonchent la piste,,,,,. Si la moto ne va pas assez vite, elle ne saute pas assez loin et tombe sur les rochers, et le pilote tombe alors que sa moto explose. Le jeu propose une course unique composée de cinq stages ponctués de checkpoints, qui proposent chacun un univers visuel spécifique, et qui augmentent progressivement de difficulté,,. Le joueur doit donc terminer chaque partie de la course dans un temps imparti, sinon le jeu s'arrête,. Un compte à rebours est affiché en haut de l'écran. Une chute pénalise le joueur en termes de temps, puisque quelques secondes sont nécessaires pour repartir en piste. S'il reste du temps lorsque le joueur passe un checkpoint, les secondes sont ajoutées au temps de la section suivante. Le jeu dispose d'une difficulté de jeu assez élevée et abrupte, apparaissant dès le début du jeu et sans progressivité. La première section de la piste se déroule dans un décor de campagne avec des montagnes en fond, et seulement quelques arbres en bordure de route,,. À partir du second tronçon de piste, des voitures apparaissent. Plus larges que de simples motos, elles sont plus difficiles à doubler. Les routes traversent ici une sorte de désert et sont bordées de gros rochers,,. Dans la troisième partie, la route est entourée d'étendues d'eau de chaque côté Le joueur doit également sauter par-dessus des rivières traversant la piste. La quatrième section est une version plus difficile de la seconde. La cinquième et dernière section se déroule sur une plage en bord de mer.

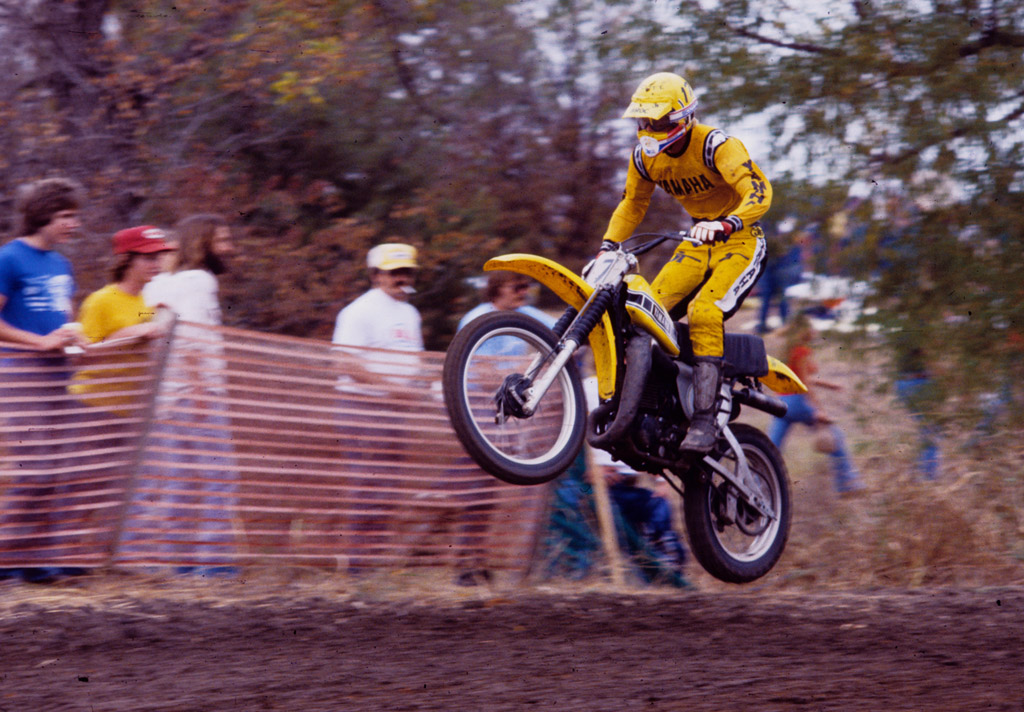
Enduro Racer intègre de nombreux tremplins permettant de sauter par-dessus des obstacles comme des rochers.

La borne d'arcade de la série des taikans est une reproduction d'une moto-cross, de couleur jaune et bleue. Le joueur utilise les poignées du guidon pour accélérer et freiner, et diriger son avatar à l'écran en le faisant pivoter à droite à gauche. L'écran de jeu est placé dans un meuble, et se situe juste au-dessus du guidon,. La borne est équipée d'un mécanisme qui permet au joueur de tirer sur le guidon vers lui pour faire cabrer la moto, et l'avatar à l'écran, et ainsi passer les tremplins. La moto doit être cabrée pendant toute la longueur du saut, sinon, à l'atterrissage, le personnage perd furtivement le contrôle de son véhicule et la moto perd de la vitesse. Les versions verticales de la borne d'arcade (classique ou assise) sont équipées de la reproduction d'un guidon de moto, qui comporte également un mécanisme, qui peut être tiré en arrière et permet de réaliser la roue arrière. Il est impossible de modifier la trajectoire et la direction durant les sauts. Les différentes versions des bornes intègrent un écran d'une largeur de 20 pouces.
À la fin du jeu, un message énigmatique remercie le joueur et évoque les personnes ayant pour passion la moto. Ce message le félicite pour sa victoire et précise qu'elle n'a en réalité pas de sens et l'encourage à méditer sur sa propre existence.

## Développement
Enduro Racer est une évolution du jeu Hang-On, dans un univers moto-cross,. En parallèle au développement d'Out Run, Yu Suzuki place une partie de l'équipe sur le développement du jeu. Il reprend le même système d'arcade que Hang-On et Space Harrier. Le gameplay apporte cependant quelques nouveautés. Il intègre par exemple le concept des montées et descentes, repris par la suite dans Out Run,. La moto peut maintenant faire une roue arrière, dans le but d'appréhender les reliefs de la piste en sautant depuis des tremplins. La moto gagne de la vitesse au détriment de la maniabilité, puisqu'il est difficile de tourner à grande vitesse.

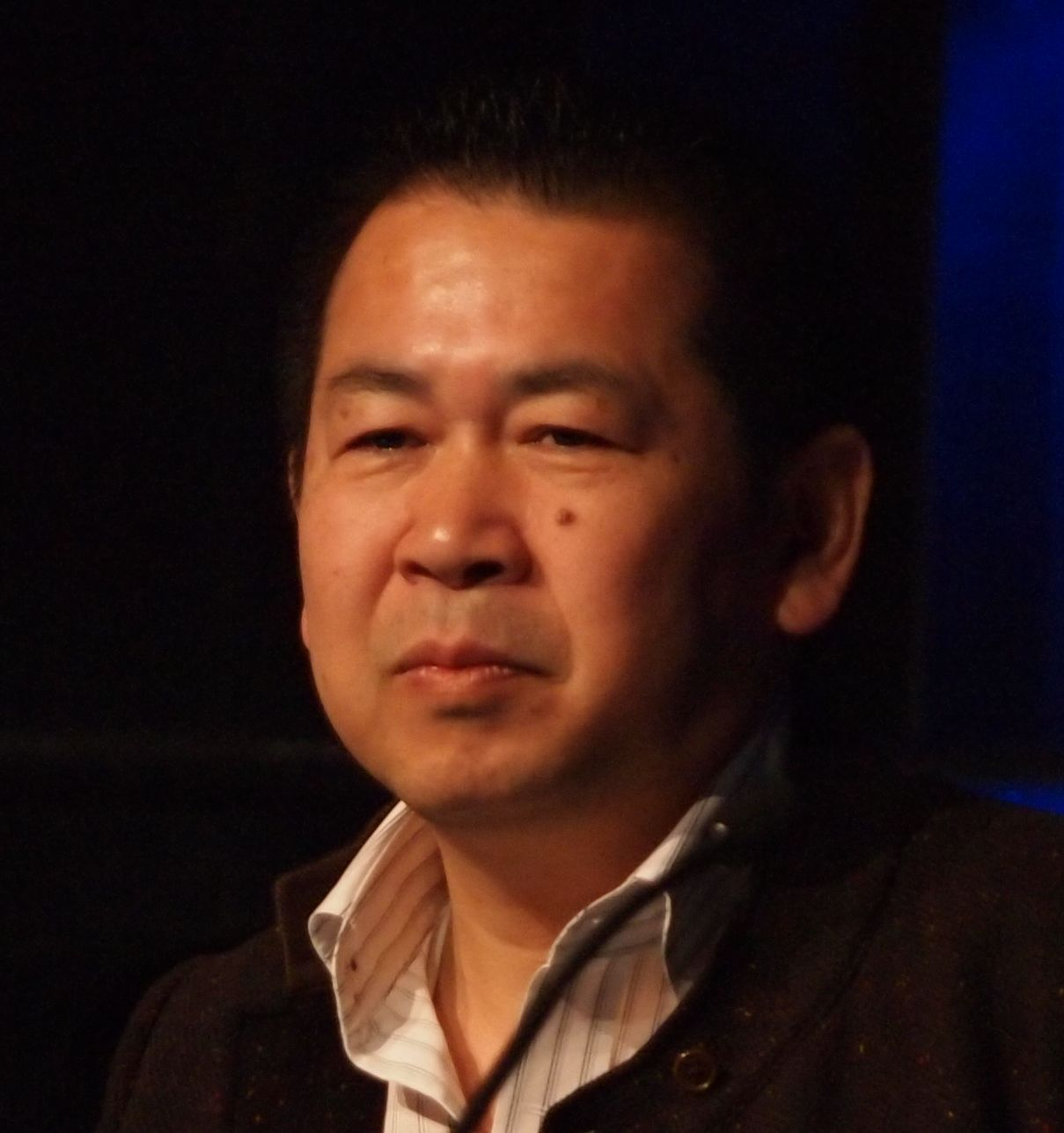
Enduro Racer est conçu par Yu Suzuki (photo datant de 2011).

Les versions Atari ST et ZX Spectrum sont développées par Giga Games et Focus Creative Enterprises, et la musique est composée par David Whittaker,,,. Les versions Commodore 64, CPC et MOTO sont basées sur la version Spectrum, qui est programmée par Alan Laird. Il a auparavant programmé le jeu Nightmare Rally qu'il a proposé à Quicksilva, mais qui est finalement édité par Ocean Software en 1986 sur Spectrum,. Activision se tourne vers lui, car il en connait certains employés. Il a rencontré les transfuges de Quicksilva qui ont fondé l'entreprise Electric Dreams Software (en) après le rachat cette dernière par Argus Press,. Ce premier jeu l'aide à développer Enduro Racer, puisque chacun de ses jeux de course est une évolution du précédent. Le moteur de jeu d'Enduro Racer est primitif, il ne peut afficher correctement les dénivelés de la piste et est limité à l'affichage de trois rayons par angle, chacun à une longueur définie et qui doit posséder à l'intérieur une droite assez longue pour permettre à l'angle de bouger. Laird n'a à sa disposition qu'une vidéo de type VHS d'une personne en train de jouer à Enduro Racer sur la borne, qu'il peut visionner comme base de départ, et selon ses déclarations « probablement » quelques publicités du jeu. Il n'a même jamais vu la borne d'arcade de son vivant (en 2018) et se remémore ce travail comme très difficile. Laird n'apporte que quelques éléments mineurs sur la version ST, qui est principalement conçue par Ian Morrison.

## Commercialisation et versions
Enduro Racer est édité sur borne d'arcade en juillet 1986, en trois versions, soit dans une borne en forme de moto, soit dans deux versions verticales (classique ou assise),,. Le jeu est par la suite porté en 1987 sur console Master System par Sega et par Activision la même année sur les ordinateurs personnels ZX Spectrum,,,, Commodore 64 et Amstrad CPC, puis en 1988 sur Atari ST et Thomson MOTO. La version Commodore 64 sort en version cassette, mais une seconde version sur disquette est produite, cependant inachevée. Cette dernière est pourtant incluse dans la compilation Big Box: 30 Mega Games. La conversion sur les ordinateurs Thomson MOTO est réalisée par FIL. Les versions Commodore 64, CPC et Spectrum sont par la suite rééditées par Ocean Software dans la gamme The Hit Squad,,. Cette dernière dispose d'un mode deux joueurs.
La version Master System quant à elle n'est plus affichée en vue à la troisième personne, mais devient un jeu en 3D isométrique à défilement latéral dans la diagonale, qui ne partage que peu d'éléments avec son modèle, malgré une amélioration graphique,. Le joueur traverse la campagne, des ruines, un désert rouge, des marais, puis un décor de montagne, un cycle qui peut être refait dans une deuxième manche, portant le nombre de courses à dix. La version japonaise sortie sur Sega Mark III comporte pour sa part directement dix stages, avec comme environnements inédits un champ enneigé, une autoroute la nuit, un autre désert et une plage rocheuse. Elle contient cependant plus d'éléments graphiques en jeu comme des spectateurs, des arbres ou des huttes, ou des écrans de titre améliorés comportant des cartes,. La version japonaise est commercialisée sur une ROM de 2 mégabits, alors que son adaptation sur Master System sortie en Occident en utilise une d'un seul mégabit, ce qui explique les différences dans le contenu. La moto peut être modifiée entre chaque course. Chaque concurrent dépassé permet au joueur d'obtenir une monnaie virtuelle en fin de course, qu'il peut utiliser entre chaque piste pour améliorer sa moto, en achetant un nouveau moteur ou un élément de suspension.

## Accueil
| Aperçu des notes reçues       |          |
| ZX Spectrum                   |          |
| Médias                        | Notes    |
| Sinclair User (UK)            | 5/5      |
| Computer Gamer (UK)           | 96 %     |
| Crash (UK)                    | 92 %     |
| Computer and Video Games (UK) | 9/10     |
| Your Sinclair (UK)            | 9/10     |
| Commodore 64                  |          |
| Médias                        | Notes    |
| Zzap!64 (UK)                  | 16 %     |
| Tilt (FR)                     | 17/20    |
| Your Commodore (UK)           | 5/10     |
| Commodore User (UK)           | 6/10     |
| Amstrad CPC                   |          |
| Média                         | Notes    |
| Amstar et CPC (FR)            | 13/20    |
| Amstrad Magazine (FR)         | 52 %     |
| Am-Mag (FR)                   | 3/5      |
| Atari ST                      |          |
| Média                         | Notes    |
| Tilt (FR)                     | 13/20    |
| ST Action (UK)                | 59 %     |
| The Games Machine (UK)        | 52 %     |
| ACE (UK)                      | 815/1000 |
| Génération 4 (FR)             | 70 %     |
| Master System                 |          |
| Médias                        | Notes    |
| Computer and Video Games (UK) | 7/10     |
| Génération 4 (FR)             | 59 %     |
| Tilt (FR)                     | 10/20    |
| Mean Machines Sega (UK)       | 32 %     |
| S: The Sega Magazine (UK)     | 62 %     |

### Critiques de la version originale
La version arcade d'Enduro Racer est bien accueillie par la presse spécialisée lors de sa sortie. Computer and Video Games qualifie le jeu de « brillant », « intemporel » et « addictif ». Pour le magazine, l'obligation de faire une roue arrière du début du tremplin à la fin du saut a du sens. Il estime que la sensation de conduire une moto est « formidable » et apprécie l'animation lors des crash « spectaculaires ». Le magazine qualifie le jeu de course « excitant » et « totalement différent du jeu Hang-On ». Il juge les graphismes « éclatants », dotés d'un « style bande dessinée ». Le magazine Soft qualifie le jeu de « fantastique successeur d'Hang-On », et les visuels d'« hilarants » mais « attractifs ». Ce dernier considère la difficulté abordable, un avis partagé par le magazine Computer and Video Games. Selon Sinclair User, Enduro Racer est plus un jeu dans lequel le joueur saute au-dessus de dangers et évite les ennemis, plutôt qu'un jeu de course pure en compétition comme Hang-On. Pour le magazine, la difficulté de jeu est élevée et le jeu est difficile à maîtriser.

### Critiques des conversions sur ordinateurs
Le portage d'Enduro Racer sur ZX Spectrum est bien accueilli par la presse spécialisée et considéré comme la version la plus réussie et la plus fidèle à l'original. Pour Computer and Video Games, c'est probablement la meilleure conversion, la plus proche de la version arcade. Tous les éléments du décor et les obstacles sont « plutôt bien reproduits ». Le scrolling est fluide et « assez rapide pour donner des frissons ». Sinclair User considère que c'est la meilleure conversion depuis la mise sur le marché du Spectrum 128 et que le jeu établit un nouveau standard pour les conversions de jeux d'arcade. Le magazine juge les animations des crash simples mais réalistes, et tous les effets « spectaculaires ». Crash estime que la conversion est très réaliste, les graphismes « incroyables », « bien dessinés », avec des « animations excellentes ». Le magazine note que le bruit des moteurs ressemble à ceux d'autres jeux de course. Your Sinclair, comme ses confrères, remarque la poussière soulevée par la roue arrière, amenant du réalisme. Pour le magazine, les effets sont « spectaculaires » et l'illusion de la 3D est bien rendue. Le jeu comporte de « nombreuses touches subtiles ». Il note que si la conversion est l'une des meilleures, le gameplay n'est pas parfait. Par exemple, éviter des rochers tient parfois plus de la chance que de la maîtrise. Computer Gamer considère que c'est la conversion la plus réaliste du moment (en 1987). Il estime que les virages et le relief de la piste sont très bien modélisés, et que l'interface est bien présentée. Les graphismes sont qualifiés de « monochromes », mais « fluides », jugés comme « les meilleurs » sur la plate-forme jusque-là. Pour le magazine qui s'étonne de voir fonctionner un jeu d'une telle qualité, ce portage est « le plus précis » et le « meilleur », et réussit à capturer le réalisme et à conserver la jouabilité de son modèle.
Le jeu sur Commodore 64 est considéré comme une mauvaise conversion qui n'exploite pas les capacités de la plate-forme. Au premier abord, Commodore User juge Enduro Racer globalement similaire au jeu de course Pole Position. Le magazine estime que le système de contrôles est simple, mais est globalement déçu par le portage, avec des sprites grossiers et des scrolling saccadés. Il regrette cette version qui n'est finalement pas à la hauteur des capacités de la machine, d'autant plus que la bonne qualité du portage sur ZX Spectrum laissait augurer une bonne conversion sur C64. Your Commodore estime que le jeu est une simple copie de la version Spectrum, qui n'exploite ni les capacités supérieures en termes de son, ni les capacités graphiques de la plate-forme. Le magazine estime que cette version est un gâchis, qui aurait pu devenir une conversion classique d'un jeu d'arcade. Pour Zzap!64, c'est une déception, une « abomination », dotée de graphismes grossiers, et d'un scrolling pauvre. Il évoque un jeu « diabolique » (dans le mauvais sens du terme), qui ne ressemble pas, ne se joue pas et dont les musiques ne sonnent pas du tout comme l'original. Pour le magazine, la bande-son est au-dessus de la moyenne, mais ne parvient pas à faire oublier la jouabilité atroce. Selon Tilt, la musique soutient le rythme de l'action. The Games Machine qualifie le jeu de désastre absolu.
La version Amstrad CPC est également considérée comme un très mauvais portage. Amstar et CPC constate que le titre a perdu de son éclat à la conversion, mais conserve suffisamment de vitesse pour « permettre au joueur de trouver son compte ». Le magazine juge l'action débridée, les animations saccadées, mais des graphismes détaillés. Am-Mag juge cette version bien éloignée de son modèle, avec une difficulté de jeu importante, « une course pleine d'embûches et d'obstacles à surmonter ». Selon Amstrad Magazine, cette version est tellement éloignée de son modèle qu'il est préférable de ne pas les comparer. Il relève une vitesse d'exécution du programme très lente et une bande-son limitée au « morne ronronnement du moteur ».
La conversion sur Atari ST reçoit un accueil mitigé. D'après ACE, les graphismes sont améliorés par rapport aux versions 8 bits sorties l'année précédente (en 1987). Le magazine qualifie le jeu de « portage bon, rapide et addictif ». Il note que les bruitages des motos ont été remplacés par des musiques, ce qui pourrait déplaire à certains. The Games Machine estime que les sprites sont trop larges et masquent les dangers. Le magazine juge les motos et les décors colorés, détaillés et animés avec un certain réalisme. Le défilement de la piste est qualifié de fluide, alors que les montées et les descentes semblent ajouter au réalisme de la simulation. Il qualifie les musiques d'agréables, mais note des différences dans l'expérience de jeu en fonction de l'usage du joystick ou de la souris. Le magazine reproche cependant un niveau de difficulté trop bas, à cause par exemple d'un manque de dangers sur la piste. C'est un jeu bien réalisé manquant un peu de « défi », rajoute-t-il. Tilt souffle le chaud et le froid, car les « graphismes sont honnêtes mais souffrent d'animations peu réalistes », et d'« une impression de vitesse peu convaincante ». Le magazine relève un manque de réalisme, provoqué par des adversaires semblant s'effacer à leur approche, des sauts démesurés et des motos qui semblent s'envoler. Il conclut que le joueur peut tout de même prendre du plaisir dans ce jeu de course, même si toutes les qualités de l'original ne sont pas présentes. Selon ST Action, la conversion manque de jouabilité et seul le joystick permet de jouer correctement jusqu'à la fin du jeu. Le magazine estime que les contrôles répondent assez peu aux sollicitations. Il juge finalement que le portage est un « essai courageux mais qui ne fonctionne malheureusement pas ». Génération 4 est déçu par ce portage. Les graphismes sont jugés de qualité moyenne, mal dessinés bien qu'ils soient en couleur et assez peu fidèles à la version originale. Génération 4 et ST Action n'apprécient pas le système de configuration,.
Le portage sur les ordinateurs Thomson MOTO est testé par Retro Gamer qui le juge très « lent », encore plus que la version Amstrad CPC. Le magazine impute la lenteur d'exécution du programme au portage d'un jeu fonctionnant sur un système centré sur un processeur Zilog Z80 sur un autre système équipé d'un Motorola 6809. Il considère que ces versions ne sont pas injouables, mais s'avèrent « insatisfaisantes ».

### Critiques de la versionMaster System

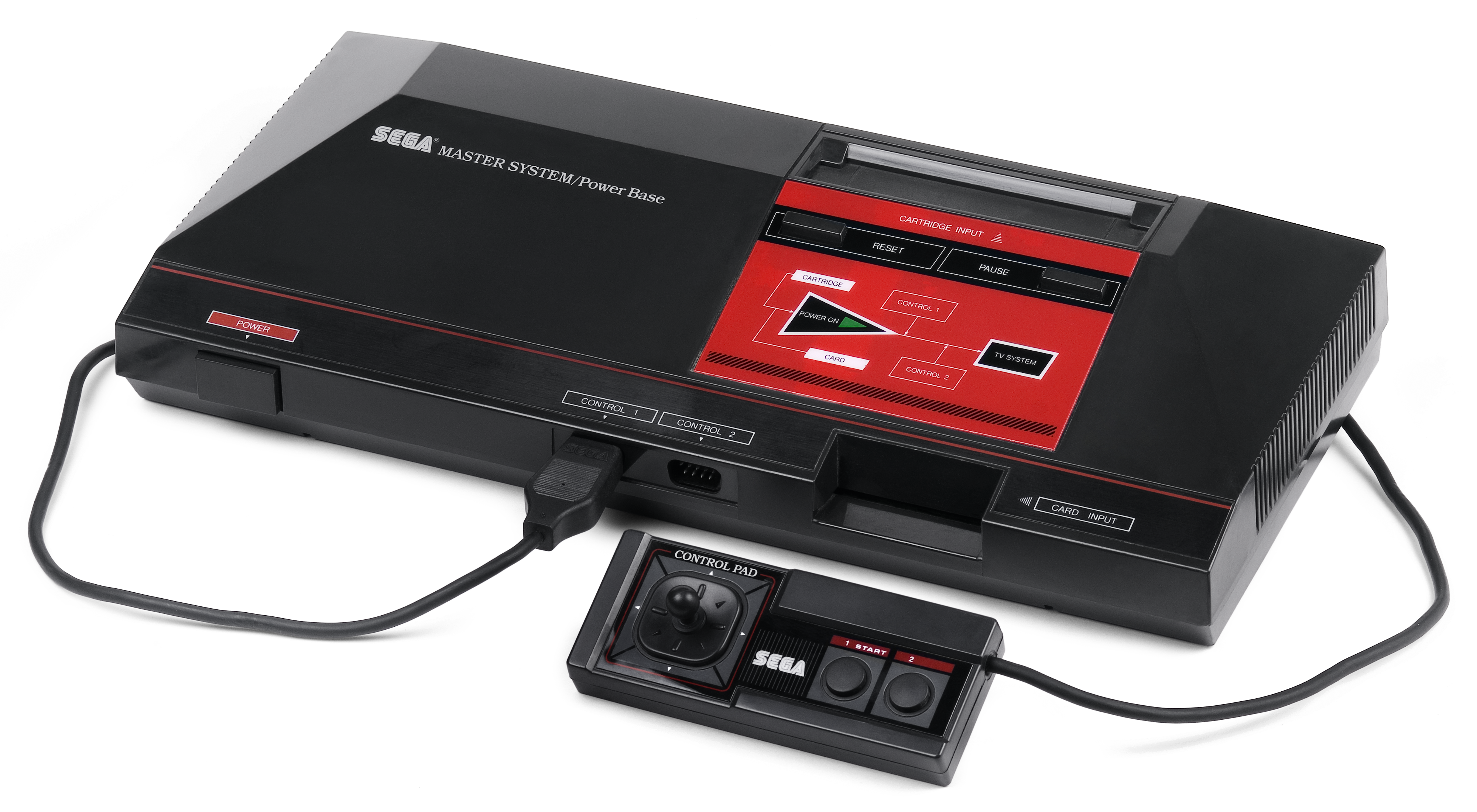
La conversion sur Master System, très différente de l'original, n'est plus affichée en vue à la troisième personne, mais en 3D isométrique à défilement latéral dans la diagonale de l'écran.

La version Master System d'Enduro Racer reçoit un accueil mitigé de la part de la presse spécialisée lors de sa sortie. Pourtant, la majorité des critiques s'accorde à dire que malgré les grandes différences avec l'original, le jeu reste « bon », « beau », doté d'une bande-son « agréable » et d'un gameplay « fun ». Selon Arcades, la vue de trois-quarts de côté offre un aspect « plus trapu » à la moto. Le magazine estime que le jeu n'est plus vraiment une simulation mais devient un jeu plus axé arcade. Mean Machines Sega considère que c'est probablement le plus mauvais jeu de course produit par Sega sur Master System. La transformation de la vue compensée par aucune fonctionnalité intéressante, n'offre plus vraiment le même jeu. Les graphismes sont qualifiés de « petits, de déformés et ne présentant pas bien l'action à l'écran », et la bande-son est composée de bips et de booms « stupides ». Le magazine juge le gameplay d'un « ennui incarné » dès les premières minutes de jeu et estime qu'il ne mérite pas un achat, même au prix très réduit auquel il est vendu. Selon S: The Sega Magazine, le jeu reprend les éléments du concept original, mais n'a plus rien à voir avec celui-ci. Le magazine le qualifie de jeu de course fun, mais un peu trop facile à terminer. Tilt est déçu par ce portage « tellement éloigné du jeu original ». Pour le magazine, la présence « en permanence » d'un buggy est problématique, puisqu'elle empêche de franchir correctement les obstacles. S'il juge les contrôles classiques, il apprécie globalement le jeu pour ses graphismes et un son « agréable », ses animations « soignées », malgré les grandes différences avec son modèle. Génération 4 évoque une « énorme déception ». Il juge par ailleurs le jeu foncièrement « correct », avec des graphismes « assez jolis » dotés de « beaux décors », des « animations convenables », mais tout ceci « loin, très loin de la perfection de la version du café ». Le magazine relève également un gameplay « répétitif », malgré « quelques moments agréables », et un jeu qui peut plaire à ceux qui ne connaissent pas la version originale. Pour Computer and Video Games, c'est une conversion au sens premier du terme. Après la première déception à la vue des transformations, le magazine concède que le jeu se rapproche de son aîné en termes de gameplay et visuellement. Le jeu est jugé « rapide » et « difficile », mais il note des problèmes pour changer de direction et éviter les obstacles.
La version Master System, qui est rééditée sur la console virtuelle de la Wii, est également assez moyennement accueillie. Les critiques relèvent les mêmes défauts que pour l'original, c'est-à-dire un jeu très éloigné de son modèle, qui reste moyen mais tout de même convenable,,. Pour IGN, si cette version ne parvient pas à capturer la nostalgie liée au jeu d'arcade original, il peut attirer les amateurs de jeux tels que Paperboy ou Excitebike. Le site juge la difficulté de jeu assez basse. Eurogamer décèle les prémices d'un gameplay « addictif », mais qui n'est jamais « convaincant ».

### Exploitation
Plusieurs médias relatent le succès du jeu en salle d'arcade,. La difficulté de jeu élevée est cependant critiquée. Si Out Run l'est aussi sur ce point, il n'est pas considéré comme injuste. Par contre, les joueurs ont l'impression qu'Enduro Racer est conçu pour extirper des pièces et éloigner les joueurs. Néanmoins, le jeu reste un pilier dans les salles d'arcade, généralement placé à côté des taikan de Sega tels que Space Harrier, Hang-On, Out Run et After Burner.
La version Spectrum se place en août 1987 au deuxième rang des ventes de jeux au Royaume-Uni, derrière BMX Simulator.

## Postérité
Retro Gamer rappelle qu'Enduro Racer ne reçoit pas le même intérêt que les autres taikans comme Space Harrier, Hang-On et Out Run, ou After Burner. Pourtant, le magazine le juge comme bien plus qu'une adaptation d'Hang-On, « l'un des jeux les plus difficiles de son époque » et déclare : « nous n'avons jamais vraiment compris pourquoi ce titre ne bénéficie pas de l'adulation d'Out Run ou Space Harrier, alors qu'il se hisse facilement à leur niveau de fun ». Selon Benjamin Berget, auteur du livre Yu Suzuki, le maître de Sega, le jeu passe inaperçu. Retro Gamer juge également que c'est un titre oublié, puisque ses homologues ont connu des rééditions diverses comme dans la gamme Sega Ages, des remakes en trois dimensions sur Nintendo 3DS, des caméos dans certains jeux comme Shenmue. Mais Enduro Racer, de son côté, n'y a pas eu droit, mis à part une réédition sur la Wii. Si Enduro Racer ne connait aucune suite directe, Sega exploite tout de même le filon en 1992, avec Stadium Cross, un jeu de moto-cross avec une borne d'arcade en forme de moto, axé sur le multijoueur et qui intègre notamment le concept central du cabrage sur la roue arrière pour passer des tremplins.
La conversion sur Spectrum garde une importance dans le développement d'autres jeux, dans la mesure où Ian Laird, le programmeur, se sert de son expérience et que chaque jeu est une évolution et amélioration technique du précédent. Il programme donc notamment Out Run sur cette plate-forme.
Your Sinclair classe la version ZX Spectrum au 50e rang dans son top 100 officiel des meilleurs jeux de tous les temps. En 2008, Retro Gamer lui décerne le titre de plus grand jeu de moto hors-piste de tous les temps.
Enduro Racer est réédité en 1988 dans la compilation State of the Art sur Atari ST. Il est réédité en 1988 sur ZX Spectrum, Amstrad CPC et Commodore 64 dans Fists 'n Throttles,, 6-Pak Vol.3,, en 1991 dans Big Box: 30 Mega Games,. Il est réédité dans une compilation sur Spectrum en 1989 avec Ikari Warriors et Thundercats. Le jeu est réédité sur CPC dans les compilations 12 Top Amstrad Hits en 1989, et Micro Club 4 en 1990.
La version Master System d'Enduro Racer est rééditée sur la console virtuelle de la Wii au Japon le 21 octobre 2008, en Amérique du Nord le 15 décembre 2008, et en Europe le 9 janvier 2009.
En mars 2017, des produits dérivés à l'effigie de jeux Sega sont commercialisés au Japon, notamment des tee-shirts Enduro Racer.